# Selišči
Selišči so naselje v Občini Sveti Jurij ob Ščavnici.